# Jane Loury
Jane Loury, Jeanne Loury ou Jane Lory, nom de scène d'Antoinette Jeanne Lours, est une actrice française, née le 26 novembre 1876 à Paris, ville où elle est morte le 16 juillet 1951.

## Biographie
Fille des marchands charbonniers Louis et Marie Lours, Jeanne Loury naît le 26 novembre 1876 dans le 11e arrondissement de Paris.
Elle meurt le 16 juillet 1951 en son domicile, au no 8, rue Mansart dans le 9e arrondissement de Paris, et est inhumée au cimetière du Père-Lachaise (54e division).

## Filmographie
- 1922 : Triplepatte de Raymond Bernard - La baronne Pépin
- 1923 : Ma tante d'Honfleur de Robert Saidreau - Mme Raymond, la tante d'Honfleur
- 1928 : La Maison au soleil de Gaston Roudès
- 1931 : Atout Cœur de Henry Roussell - Mme Millon, mère
- 1931 : Tout ça ne vaut pas l'amour de Jacques Tourneur - Léonie
- 1931 : Gagne ta vie d'André Berthomieu
- 1932 : Le Maître chez soi d'Edmond T. Gréville - court métrage - Mme Lecomte
- 1932 : Un fils d'Amérique de Carmine Gallone
- 1932 : Un chien jaune de Jean Tarride - L'hôtelière
- 1932 : Topaze de Louis Gasnier - La baronne Pitard-Vergnolles
- 1932 : Gitanes de Jacques de Baroncelli - La femme de Charles
- 1932 : Chair ardente de René Plaissetty - Madeleine Fortin
- 1933 : Chotard et Cie de Jean Renoir - Marie Chotard
- 1933 : Knock ou le triomphe de la médecine de Roger Goupillières et Louis Jouvet - Mme Mousquet
- 1934 : Léopold le bien-aimé d'Arno-Charles Brun : Mlle de Blanmoutier
- 1934 : Les Misérables de Raymond Bernard - film tourné en trois époques -
- 1934 : On a trouvé une femme nue de Léo Joannon - Mme Marotte
- 1934 : La crise est finie de Robert Siodmak - Mme Bernouillin
- 1935 : Mon curé fait des miracles de Albert Depondt - court métrage - Tontine
- 1935 : Parlez-moi d'amour de René Guissart : Mlle de Valjeneuse
- 1935 : Mademoiselle Mozart de Yvan Noé - Mme Pascoureau
- 1936 : Bichon de Fernand Rivers - Henriette
- 1936 : Prends la route de Jean Boyer - La tante Guiguitte
- 1936 : Sept hommes...une femme de Yves Mirande - La mère de Lucie
- 1937 : Nuits de feu de Marcel L'Herbier - Mme Bobinière
- 1937 : Marthe Richard, au service de la France de Raymond Bernard - La veuve de guerre
- 1937 : Drôle de drame de Marcel Carné - La tante Mac Phearson
- 1937 : Naples au baiser de feu d'Augusto Genina - Tante Thérésa
- 1937 : L'Appel de la vie de Georges Neveux - Tante Irma
- 1937 : Trois Artilleurs au pensionnat de René Pujol - Philomène, la troisième institutrice
- 1938 : La Chaleur du sein de Jean Boyer - Augustine
- 1938 : Monsieur Coccinelle de Dominique Bernard-Deschamps - Mélanie Coccinelle
- 1938 : Orage de Marc Allégret - La concierge
- 1938 : Clodoche de Raymond Lamy - La mère
- 1938 : Un fichu métier de Pierre-Jean Ducis - Mme Bardas
- 1939 : Cavalcade d'amour de Raymond Bernard - La marquise de Huron

## Théâtre
- 1905 : Les Filles Jackson et Cie, fantaisie-bouffe en 3 actes, de Maurice Ordonneau et Justin Clérice pour la musique, théâtre des Bouffes Parisiens
- 1909 : La Logique du cœur !, de Valentine Merelli, au Little-Palace[5],[6],[7].
- 1913 : La Main mystérieuse de Fred Amy et Jean Marsèle, théâtre de l'Athénée
- 1913 : L'Amour médecin de Molière, mise en scène Jacques Copeau, théâtre du Vieux-Colombier
- 1913 : Une femme tuée par la douceur de Thomas Heywood, mise en scène Jacques Copeau, théâtre du Vieux-Colombier
- 1913 : La Peur des coups de Georges Courteline, mise en scène Jacques Copeau, théâtre du Vieux-Colombier
- 1913 : Barberine d'Alfred de Musset, mise en scène Jacques Copeau, théâtre du Vieux-Colombier
- 1913 : L'Avare de Molière, mise en scène Jacques Copeau, théâtre du Vieux-Colombier
- 1914 : La Jalousie du barbouillé de Molière, mise en scène Jacques Copeau, théâtre du Vieux-Colombier
- 1914 : La Navette d'Henry Becque, mise en scène Jacques Copeau, théâtre du Vieux-Colombier
- 1914 : L'Eau de vie d'Henri Ghéon, mise en scène Jacques Copeau, théâtre du Vieux-Colombier
- 1914 : La Nuit des rois de William Shakespeare, mise en scène Jacques Copeau, théâtre du Vieux-Colombier
- 1914 : Les Frères Karamazov de Fiodor Dostoïevski, mise en scène Jacques Copeau, théâtre du Vieux-Colombier
- 1917 : Les Fourberies de Scapin de Molière, mise en scène Jacques Copeau, Garrick's Theatre New York
- 1917 : La Jalousie du barbouillé de Molière, mise en scène Jacques Copeau, Garrick's Theatre New York
- 1917 : La Navette d'Henry Becque, mise en scène Jacques Copeau, Garrick's Theatre New York
- 1917 : La Nuit des rois de William Shakespeare, mise en scène Jacques Copeau, Garrick's Theatre New York
- 1918 : Le Testament du Père Leleu de Roger Martin du Gard, mise en scène Jacques Copeau, Garrick's Theatre New York
- 1918 : L'Avare de Molière, mise en scène Jacques Copeau, Garrick's Theatre New York
- 1918 : La Surprise de l'amour de Marivaux, mise en scène Jacques Copeau, Garrick's Theatre New York
- 1918 : La Nouvelle Idole de François de Curel, mise en scène Jacques Copeau, Garrick's Theatre New York
- 1918 : Poil de carotte de Jules Renard, mise en scène Jacques Copeau, Garrick's Theatre New York
- 1918 : La Petite Marquise d'Henri Meilhac et Daniel Halevy, mise en scène Jacques Copeau, Garrick's Theatre New York
- 1918 : L'Amour médecin de Molière, mise en scène Jacques Copeau, Garrick's Theatre New York
- 1918 : Les Frères Karamazov de Fiodor Dostoïevski, mise en scène Jacques Copeau, Garrick's Theatre New York
- 1918 : Blanchette d'Eugène Brieux, mise en scène Jacques Copeau, Garrick's Theatre New York
- 1918 : Le Mariage de Figaro de Beaumarchais, mise en scène Jacques Copeau, Garrick's Theatre New York
- 1918 : Crainquebille d'Anatole France, mise en scène Jacques Copeau, Garrick's Theatre New York
- 1918 : Le Médecin malgré lui de Molière, mise en scène Jacques Copeau, Garrick's Theatre New York
- 1919 : La Jeune Fille aux joues roses de François Porché, théâtre Sarah-Bernhardt
- 1922 : Les Plaisirs du hasard de René Benjamin, mise en scène Jacques Copeau, Théâtre du Vieux-Colombier[8]
- 1923 : Ciboulette de Robert de Flers et Francis de Croisset, musique Reynaldo Hahn, théâtre des Variétés
- 1924 : Malborough s'en va en guerre de Marcel Achard, mise en scène Louis Jouvet, Comédie des Champs-Élysées
- 1924 : Gosse de riche de Jacques Bousquet, Henri Falk, musique Maurice Yvain, théâtre Daunou
- 1927 : Un miracle de Sacha Guitry, théâtre des Variétés
- 1931 : Les sœurs Guédonnec, Jean-Jacques Bernard, Studio des Champs-Élysées (rôle de Marie-Jeanne)
- 1934 : La Machine infernale de Jean Cocteau, mise en scène Louis Jouvet, Comédie des Champs-Élysées
- 1934 : Une femme libre d'Armand Salacrou, mise en scène Paulette Pax, théâtre de l'Œuvre
- 1935 : Hommage des acteurs à Pirandello : La Vie que je t'ai donnée de Luigi Pirandello, théâtre des Mathurins
- 1937 : L'Homme qui se donnait la comédie d'Emlyn Williams, mise en scène Pierre Brasseur, théâtre Antoine